# Leucania graditornalis
Leucania graditornalis là một loài bướm đêm trong họ Noctuidae.